# KNVB beker 1995-1996
La Coppa d'Olanda 1995-1996 (il cui nome reale è KNVB Beker o Amstel Cup per ragioni di sponsor) è stata la 78ª edizione della Coppa nazionale dei Paesi Bassi.

## Fase a gruppi
Giocati tra il 12 agosto ed il 16 settembre 1995.
Group 1
| Team                | Pts |
| ------------------- | --- |
| 1. Groningen E      | 9   |
| 2. Cambuur Leeuw. 1 | 6   |
| 3. Veendam 1        | 3   |
| 4. VV Appingedam A  | 0   |

Group 2
| Team               | Pts |
| ------------------ | --- |
| 1. SC Heracles 1   | 9   |
| 2. sc Heerenveen E | 4   |
| 3. SV Urk A        | 2   |
| 4. FC Emmen 1      | 1   |

Group 3
| Team             | Pts |
| ---------------- | --- |
| 1. Twente E      | 9   |
| 2. FC Zwolle 1   | 6   |
| 3. RKVV Stevo A  | 3   |
| 4. SC Enschede A | 0   |

Group 4
| Team                  | Pts |
| --------------------- | --- |
| 1. Go Ahead Eagles E  | 9   |
| 2. TOP Oss 1          | 4   |
| 3. IJsselmeervogels A | 4   |
| 4. GVVV A             | 0   |

Group 5
| Team                 | Pts |
| -------------------- | --- |
| 1. MVV 1             | 9   |
| 2. Fortuna Sittard E | 6   |
| 3. SV Panningen A    | 3   |
| 4. Wilhelmina '08 A  | 0   |

Group 6
| Team              | Pts |
| ----------------- | --- |
| 1. Willem II E    | 9   |
| 2. VVV-Venlo 1    | 4   |
| 3. FC Eindhoven 1 | 4   |
| 4. SV TOP A       | 0   |

Group 7
| Team                 | Pts |
| -------------------- | --- |
| 1. De Graafschap E   | 9   |
| 2. Helmond Sport 1   | 6   |
| 3. De Treffers A     | 3   |
| 4. RKVV Volharding A | 0   |

Group 8
| Team            | Pts |
| --------------- | --- |
| 1. NAC Breda E  | 9   |
| 2. Young Sparta | 6   |
| 3. VV Baronie A | 3   |
| 4. Excelsior 1  | 0   |

Group 9
| Team                | Pts |
| ------------------- | --- |
| 1. RKC Waalwijk E   | 7   |
| 2. RBC 1            | 5   |
| 3. HSV Hoek A       | 4   |
| 4. RKSV Halsteren A | 0   |

Group 10
| Team               | Pts |
| ------------------ | --- |
| 1. Utrecht E       | 9   |
| 2. ADO Den Haag 1  | 6   |
| 3. Kozakken Boys A | 1   |
| 4. VIOS A          | 1   |

Group 11
| Team               | Pts |
| ------------------ | --- |
| 1. Vitesse E       | 7   |
| 2. Dordrecht'90 1  | 4   |
| 3. Young Ajax      | 3   |
| 4. HVV Hollandia A | 1   |

Group 12
| Team              | Pts |
| ----------------- | --- |
| 1. NEC E          | 7   |
| 2. FC Den Bosch 1 | 6   |
| 3. USV Holland A  | 3   |
| 4. SV Argon A     | 1   |

Group 13
| Team            | Pts |
| --------------- | --- |
| 1. Sparta E     | 9   |
| 2. Telstar 1    | 6   |
| 3. FC Lisse A   | 1   |
| 4. VV Katwijk A | 1   |

Group 14
| Team             | Pts |
| ---------------- | --- |
| 1. AZ Alkmaar 1  | 7   |
| 2. HFC Haarlem 1 | 4   |
| 3. FC Volendam E | 3   |
| 4. AFC '34 A     | 1   |

 E Eredivisie; 1 Eerste Divisie; A Squadre dilettanti 

## Fase a eliminazione diretta

### 1º Turno
Giocati il 28, 29 e 30 novembre 1995.
| Squadra 1        | Risultato   | Squadra 2       |
| ---------------- | ----------- | --------------- |
| Feyenoord        | 3 - 0       | RBC Roosendaal  |
| Cambuur          | 1 - 0 (dts) | Heerenveen      |
| Sparta Rotterdam | 3 - 1       | Den Bosch       |
| Roda JC          | 2 - 1       | Groningen       |
| TOP Oss          | 1 - 2       | Zwolle          |
| Go Ahead Eagles  | 1 - 1       | Fortuna Sittard |
| Heracles Almelo  | 0 - 3       | Ajax            |
| Jong Sparta      | 0 - 2       | De Graafschap   |
| Helmond Sport    | 3 - 3 (dts) | Dordrecht       |
| Utrecht          | 0 - 2       | PSV             |
| MVV              | 0 - 0 (dts) | Willem II       |
| ADO Den Haag     | 1 - 0 (dts) | Vitesse         |
| NAC Breda        | 4 - 1       | Telstar         |
| N.E.C.           | 0 - 0 (dts) | AZ Alkmaar      |
| Twente           | 2 - 0       | Haarlem         |
| VVV-Venlo        | 2 - 0       | RKC Waalwijk    |

### Ottavi
Giocati il 24 gennaio 1996.
| Squadra 1     | Risultato   | Squadra 2        |
| ------------- | ----------- | ---------------- |
| Feyenoord     | 1 - 0       | NAC Breda        |
| VVV-Venlo     | 0 - 0 (dts) | Fortuna Sittard  |
| Roda JC       | 1 - 1 (dts) | Zwolle           |
| ADO Den Haag  | 1 - 2       | Twente           |
| De Graafschap | 1 - 3       | PSV              |
| Helmond Sport | 1 - 2       | MVV              |
| AZ Alkmaar    | 0 - 1       | Sparta Rotterdam |
| Cambuur       | 2 - 0       | Ajax             |

### Quarti
Giocati il 28 febbraio 1996.
| Squadra 1        | Risultato | Squadra 2 |
| ---------------- | --------- | --------- |
| VVV-Venlo        | 0 - 2     | Roda JC   |
| Sparta Rotterdam | 1 - 0     | Cambuur   |
| MVV              | 1 - 2     | Feyenoord |
| Twente           | 1 - 3     | PSV       |

### Semifinali
Giocate il 6 aprile 1996.
| Squadra 1        | Risultato   | Squadra 2 |
| ---------------- | ----------- | --------- |
| PSV              | 3 - 1       | Roda JC   |
| Sparta Rotterdam | 1 - 0 (dts) | Feyenoord |

### Finale
| Squadra 1 | Risultato | Squadra 2        |
| --------- | --------- | ---------------- |
| PSV       | 5 - 2     | Sparta Rotterdam |

| Arbitro: | Mario van der Ende |

|                                                                 |           |                                        |
| Cocu 7’ Vink 14’ Veldman 65’ (aut.) Jonk 87’ Van der Doelen 90’ | Marcatori | 45’ Van der Meer 79’, rig.’ De Nooijer |